# Огожелець (Каменногурський повіт)
Огожелець (пол. Ogorzelec, нім. Dittersbach) — село в Польщі, у гміні Каменна Гура Каменногурського повіту Нижньосілезького воєводства.
Населення — 532 особи (2011).
У 1975-1998 роках село належало до Єленьоґурського воєводства.

## Демографія
Демографічна структура станом на 31 березня 2011 року:
|          | Загалом | Допрацездатний вік | Працездатний вік | Постпрацездатний вік |
| -------- | ------- | ------------------ | ---------------- | -------------------- |
| Чоловіки | 263     | 63                 | 181              | 19                   |
| Жінки    | 269     | 67                 | 158              | 44                   |
| Разом    | 532     | 130                | 339              | 63                   |

## Галерея

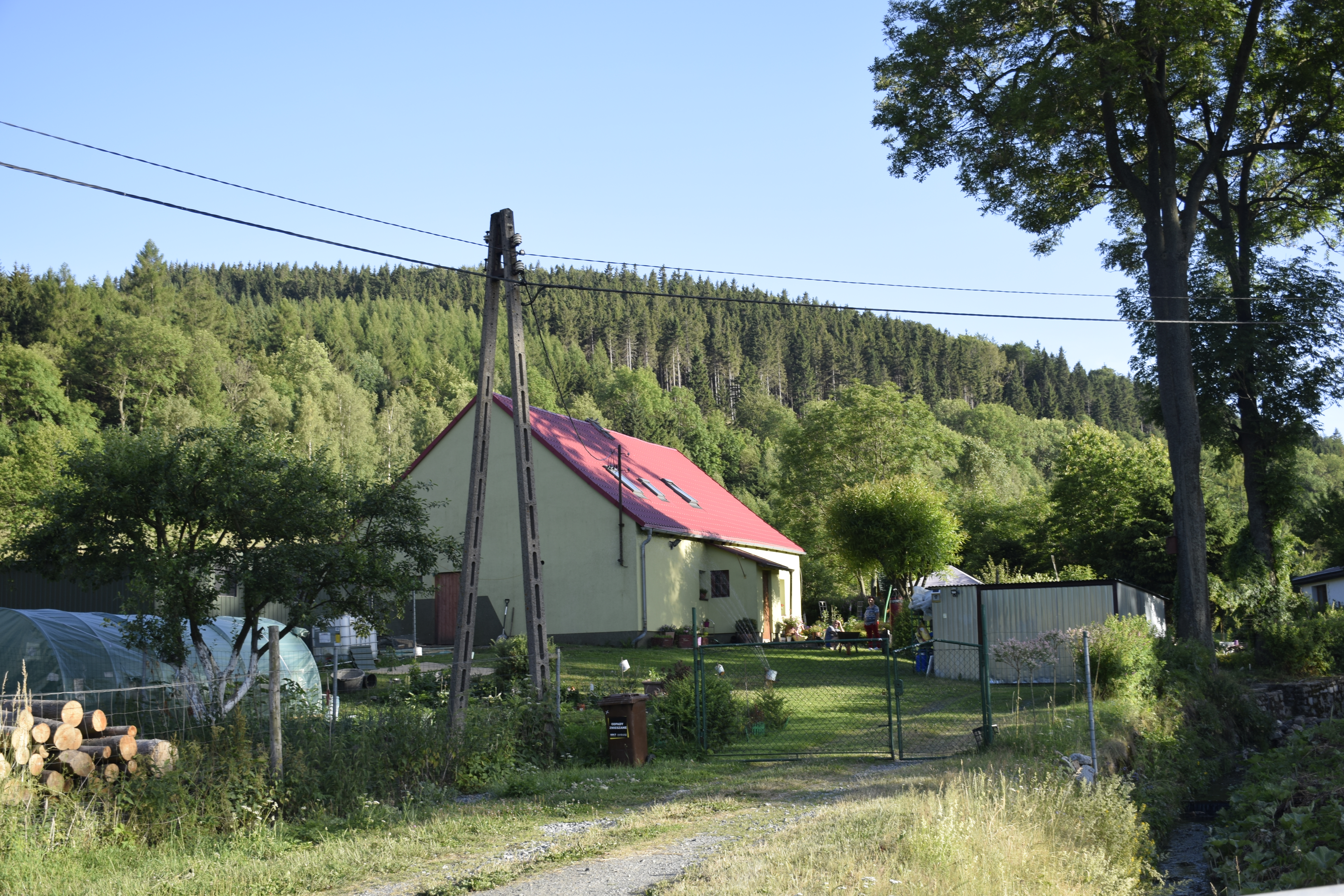
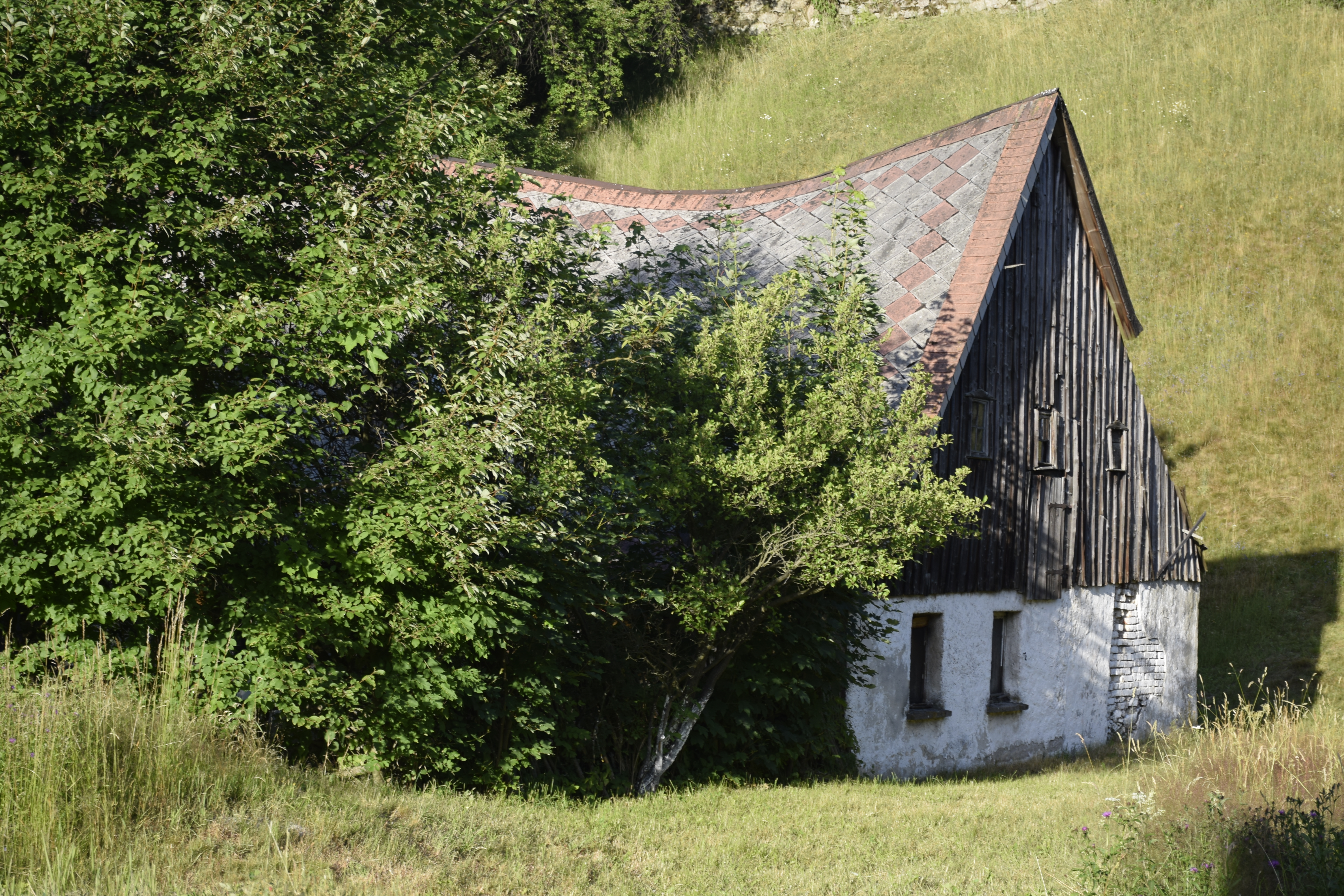
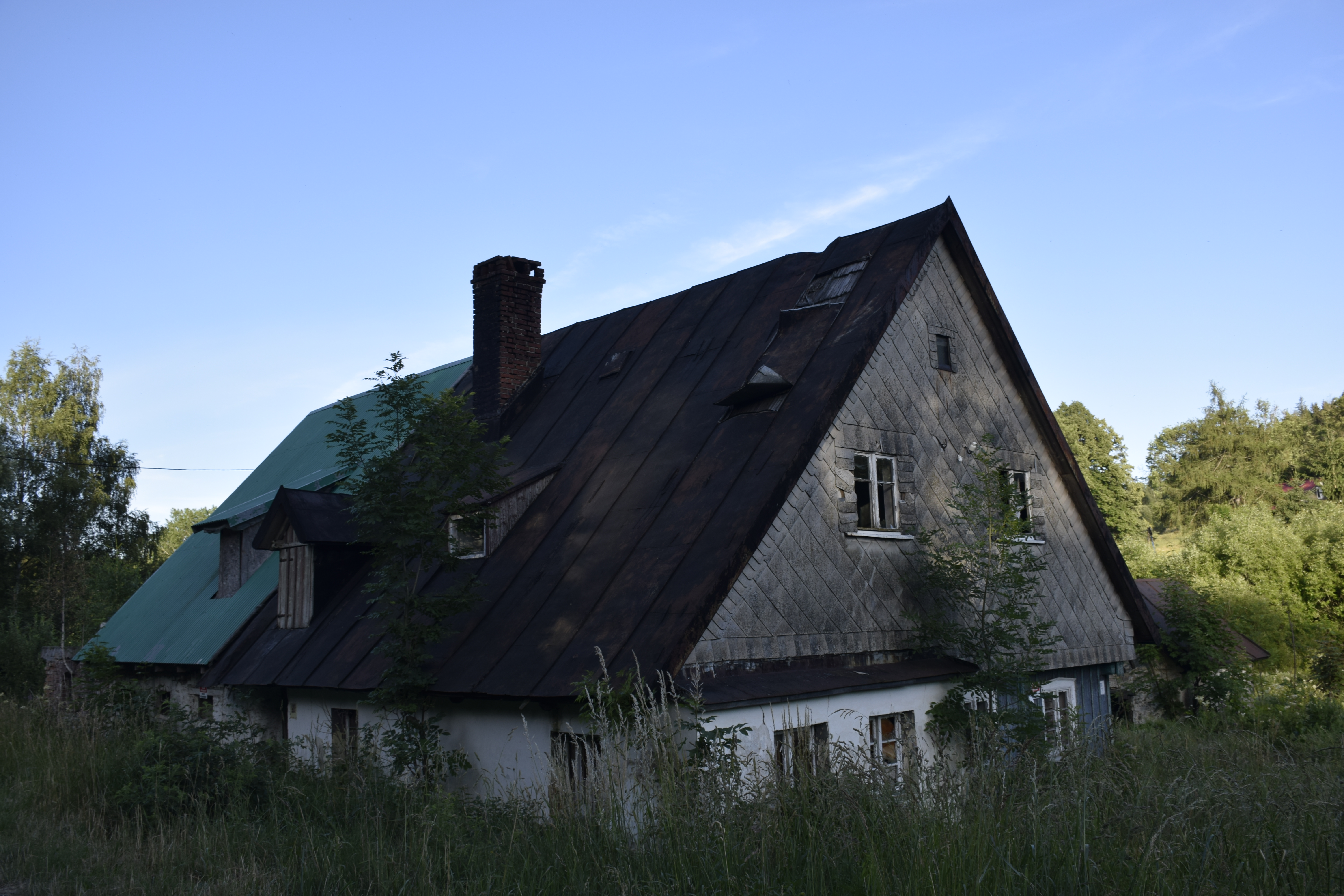